# 国際移民デー
国際移民デー（こくさいいみんデー、英語: International Migrants Day）は、毎年12月18日に祝われる、移民に関する国際デー。国際移住者デー（こくさいいじゅうしゃデー）とも称する。1990年12月18日に、国際連合総会において全ての移住労働者及びその家族の権利の保護に関する国際条約が採択されたことにちなんだもので、国際連合経済社会理事会の勧告を受けて国際連合総会が2000年に正式に制定した。
グローバリゼーションの進展した現代において、移民は世界中で見られ、移住先で搾取、差別、暴力を受けているという現実を知ってもらうとともに、持続可能な開発を進め、移民を含むすべての人間が尊厳を確保できるようにすることを目的としている。

## 国際移民デーの活動
国際移民デーの当日ないしその近日には、国際労働機関事務局長と国際連合人権高等弁務官による共同声明や国際連合事務総長の声明が発表される。2015年の国際移民デーには国際連合児童基金（ユニセフ）欧州難民・移民危機特別調整官が幼い少年が浜辺に打ち上げられた写真が世界に衝撃を与えたことを引き合いに、「難民危機は、子どもたちの危機」であるとする声明を発表した。ヒューマン・ライツ・ウォッチのように、国際移民デーに合わせて移民の実態をまとめた報告書を発表して国際社会に移民の人権について訴える民間組織もある。
台湾では、2013年の国際移民デーに合わせて内政部がケアと多元的な文化をテーマにした短編作品を2本公開し、移民の台湾における貢献が拡大していることを訴えた。日本では移住者と連帯する全国ネットワーク（移住連）が毎年国際移民デー（移住連は「国際移住者デー」と呼称）にちなんだ移住者と日本人が交流する催事を開催している。なおアルバニア、トルコ、ボスニア・ヘルツェゴビナを除く欧州評議会加盟国やアメリカ合衆国、カナダ、そしてオーストラリアや日本も含めたすべての先進国は移住労働者の増加による国内の失業や治安の悪化などを懸念して、国際移民デー制定のきっかけとなった「全ての移住労働者及びその家族の権利の保護に関する国際条約」を2022年現在批准していない。